# Palmarès dello Sport Club Internacional
Lo Sport Club Internacional, conosciuto come Internacional e in lingua italiana come "Internacional di Porto Alegre", è una società calcistica della città di Porto Alegre, nella regione del Rio Grande do Sul, in Brasile.
Il maggiore successo del club risale al 2006, quando divenne campione del mondo battendo il Barcellona a Yokohama nella finale del Mondiale per club 2006. È l'unico club brasiliano – e l'unico in Sudamerica – ad avere vinto tutte e cinque le competizioni per club attualmente vigenti a livello internazionale (Copa Libertadores, Copa Sudamericana, Recopa Sudamericana, Coppa Suruga Bank e la Coppa del mondo per club FIFA).

## Competizioni nazionali
- Campionato brasiliano: 3

1975, 1976, 1979
- Coppa del Brasile: 1

1992

## Competizioni statali
- Campionato Gaúcho: 46  (record)

1927, 1934, 1940, 1941, 1942, 1943, 1944, 1945, 1947, 1948, 1950, 1951, 1952, 1953, 1955, 1961, 1969, 1970, 1971, 1972, 1973, 1974, 1975, 1976, 1978, 1981, 1982, 1983, 1984, 1991, 1992, 1994, 1997, 2002, 2003, 2004, 2005, 2008, 2009, 2011, 2012, 2013, 2014, 2015, 2016, 2025
- Campionato di Porto Alegre: 24

1913, 1914, 1915, 1916, 1917, 1920, 1922, 1927, 1934, 1936, 1940, 1941, 1942, 1943, 1944, 1945, 1947, 1948, 1950, 1951, 1952, 1953, 1955, 1972
- Copa FGF: 2

2009, 2010
- Recopa Gaúcha: 2

2016, 2017
- Campeonato da Região Sul-Fronteira: 1

2016

## Competizioni internazionali
- Coppa Libertadores: 2

2006, 2010
- Coppa del mondo per club: 1

2006
- Recopa Sudamericana: 2

2007, 2011
- Coppa Sudamericana: 1  (record brasiliano a pari merito con Atletico Paranaense, Chapecoense e San Paolo)

2008
- Coppa Suruga Bank: 1  (record brasiliano a pari merito con l'Atletico Paranaense)

2009

## Competizioni giovanili
- Copa São Paulo de Futebol Júnior: 5

1974, 1978, 1980, 1998, 2020
- Trofeo Dossena: 1

2005
- Campeonato Brasileiro Sub-20: 1

2021
- Copa do Brasil Sub-20: 1

2014
- Supercopa do Brasil Sub-20: 1

2021

## Altre competizioni
- Kirin Cup: 1

1984

## Altri piazzamenti
- Campionato brasiliano:

Secondo posto: 1967, 1968, 1988, 2005, 2006, 2009, 2020
Terzo posto: 2014, 2018
- Campeonato Brasileiro Série B:

Secondo posto: 2017
- Coppa del Brasile:

Finalista: 2009, 2019
Semifinalista: 1999, 2016
- Primeira Liga:

Semifinalista: 2016
- Copa Sul-Minas:

Semifinalista: 1999
- Coppa Libertadores:

Finalista: 1980
Semifinalista: 1977, 1989, 2015, 2023
- Coppa Sudamericana:

Semifinalista: 2004
- Recopa Sudamericana:

Finalista: 2009
- Coppa del mondo per club FIFA:

Terzo posto: 2010